# Olive Higgins Prouty
Olive Higgins Prouty (10 de enero de 1882 - 24 de marzo de 1974) fue una novelista y poeta estadounidense, mejor conocida por su novela de 1923 Stella Dallas y su consideración pionera de la psicoterapia en su novela de 1941 Now, Voyager.

## Primeros años
Olive Higgins nació y creció en Worcester, Massachusetts. En 1894, se informó que sufrió una crisis nerviosa que duró casi dos años.
Se graduó del Smith College en 1904 y se casó con Lewis I. Prouty en 1907. La pareja se mudó a Brookline, Massachusetts, en 1908. Tuvieron cuatro hijos: Richard, Jane, Alice y Olivia. Las dos últimas fallecieron antes que su madre. Tras la muerte de su hija Olivia en 1923, Prouty sufrió otra crisis nerviosa en 1925.[cita requerida]

## Carrera
Su colección de poesía fue publicada póstumamente por Friends of the Goddard Library en la Universidad de Clark, bajo el título de Between the Barnacles and Bayberries: and Other Poems, en 1997 después de que sus hijos Richard y Jane la lanzaran para su publicación. En 1961, Prouty escribió sus memorias pero, como su perfil público había disminuido, no pudo encontrar un editor, por lo que las hizo imprimir a su propio costo.
Los escritos más recordados de Prouty son las cinco novelas de la familia Vale, en particular la tercera de la serie, Now, Voyager, la cual profundiza en la psicología de una mujer, Charlotte Vale, que ha vivido demasiado tiempo bajo el yugo de una madre autoritaria. Un personaje importante de la novela es el psiquiatra de Charlotte, el Dr. Jaquith, basado en la propia terapia de Prouty. Éste la insta a vivir su vida al máximo, tomando en serio las palabras de Walt Whitman: «Ahora, viajero, zarpa, a buscar y encontrar». Gracias en parte a la ayuda del Dr. Jaquith, pero sobre todo gracias a haber heredado la fortuna de su madre, al final del libro, Charlotte disfruta mucho de su vida como miembro de la familia Vale en Boston.
Prouty también es conocida por sus obras filantrópicas y por su consiguiente vínculo con la escritora Sylvia Plath, a quien conoció gracias a la beca del Smith College para jóvenes escritores prometedores. Apoyó económicamente a Plath tras su fallido intento de suicidio en 1953: su esposo, Ted Hughes, se referiría posteriormente en Cartas de cumpleaños a cómo "Prouty estaba allí, luna tierna y optimista". Muchos, incluyendo a la madre de Plath, Aurelia, han sostenido la opinión de que Plath se basó en sus recuerdos de Prouty para el personaje de "Philomena Guinea" en su novela de 1963 La campana de cristal, una figura que se describe como un apoyo a la protagonista porque "en la cima de su carrera, también estuvo en un manicomio", y que posiblemente representa un modelo a seguir que finalmente es rechazado por la protagonista.
Su novela Stella Dallas fue adaptada al teatro en 1924, al cine en 1925 y nuevamente a la gran pantalla en 1937 en una película homónima protagonizada por Barbara Stanwyck, que fue nominada a dos premios Óscar. Tuvo una nueva versión en 1990, esta vez protagonizada por Bette Midler. Una serie radiofónica derivada se emitió diariamente durante 18 años, a pesar de los esfuerzos legales de Prouty, quien no había autorizado la venta de los derechos de transmisión y estaba descontenta con la interpretación de sus personajes. Por su parte, Now, Voyager se convirtió en una película del mismo nombre en 1942, dirigida por Irving Rapper y protagonizada por Bette Davis en una actuación aclamada y nominada al premio Óscar, así como en un drama de radio protagonizado por Ida Lupino y producido por Cecil B. De Mille en el Lux Radio Theater.

## Últimos años y fallecimiento
Prouty escribió su última novela en 1951, el mismo año de la muerte de su esposo. Durante el resto de su vida vivió tranquilamente en su casa de Brookline, Massachusetts, a la que se había mudado en 1913 y donde falleció. Financió una beca para su alma máter, el Smith College. La beneficiaria más famosa fue la poeta y novelista Sylvia Plath, cuyo talento Prouty ayudó a nutrir. Cuando Plath fue hospitalizada para recibir tratamiento psiquiátrico en el Hospital McLean, Prouty cubrió sus gastos. Prouty apoyó a Plath hasta su fallecimiento en febrero de 1963. Now, Voyager, de Prouty, fue uno de los modelos para La campana de cristal, de Plath.[cita requerida] En su vejez, Prouty encontró consuelo en sus amistades, su labor benéfica y la Iglesia Unitaria, a la que su familia se había unido a principios de la década de 1920.[cita requerida]

## Legado
En 1956, Prouty financió el Jardín y Terraza Conmemorativos Prouty en el Hospital Infantil de Boston, creado por el estudio de arquitectura paisajística Olmsted Brothers. El jardín, en memoria de sus dos hijos fallecidos, está registrado en la Asociación Nacional de Parques de Olmsted, y fue galardonado con una medalla de oro de la Sociedad de Horticultura de Massachusetts. A partir de 2015, el hospital estaba considerando reemplazar el jardín con más edificios en el espacio que ocupaba.
La compañía Guidestar, especializada en bases de datos, incluye una fundación llamada Olive Higgins Prouty Foundation, Inc. en sus listas.

## Obra literaria

### Novelas
- Bobbie, General Manager (1913)
- The Fifth Wheel (1916)
- The Star in the Window (1918)
- Good Sports (1919)
- Stella Dallas (1923)
- Conflict  (1927)
- The White Fawn (1931), Lisa Vale (1938), Now, Voyager (1941), Home Port (1947) y Fabia (1951), todas centradas en la ficcional familia Vale.

### Memorias
- Pencil Shavings (1961)

### Adaptaciones teatrales
- Stella Dallas: libreto de Gertrude Purcell y Harry Wagstaff Gribble (a partir de la novela de Olive Higgins Prouty). Producida por los Selwyn en New Haven (sin lugar ni fecha especificada). Protagonizada por Mrs. Leslie Carter (Caroline Louise Dudley - The American Sarah Bernhardt), Edward G. Robinson, Kay Harrison, Albert Marsh, Philip Earle, Clara Moores, Ruth Darby, Beatrice Moreland, Almeda Fowler, Guy Milham, entre otros. Dirigida por Priestly Morrison.[21]